# Aéroport de Newburgh-Stewart
L'aéroport Stewart International (code IATA : SWF • code OACI : KSWF • code FAA : SWF) est un aéroport militaro-civil dans le comté d'Orange, État de New York, États-Unis. La partie militaire est désignée comme Stewart Air National Guard Base (en). Il est situé dans le sud de la vallée de l'Hudson, à l'ouest de Newburgh, New York, à environ 97 km au nord de Manhattan.

## Situation et accès

### Carte des aéroports dans l'État de New York
Note: Newark-Liberty n'est pas techniquement situé dans l'État de New York mais figure sur cette carte.

| \| 50 km1:1 725 000 \| Albany Binghamton Buffalo · Niagara Elmira/Corning Ithaca Long · Island LaGuardia Newburgh · Stewart Niagara · Falls Newark JFK Plattsburgh Rochester Syracuse Watertown Westchester |
| 50 km1:1 725 000 |

## Compagnies aériennes et destinations

### Passagers
| Compagnies       | Destinations |
| ---------------- | --- |
| Allegiant Air    | Orlando-Sanford, Punta Gorda (Floride), St. Petersburg-Clearwater En saison : Fort Walton-Nord Floride , Myrtle Beach, Savannah |
| American Eagle   | Philadelphie |
| Delta Connection | Détroit |
| JetBlue          | Fort Lauderdale-Hollywood, Orlando                                                                                              |
| PLAY             | Reykjavik-Keflavík |

Édité le 29/02/2020

## Statistiques
Pour des raisons techniques, il est temporairement impossible d'afficher le graphique qui aurait dû être présenté ici.

Voir la requête brute et les sources sur Wikidata.